# Теолог Апостолидис
Теолог (на гръцки: Θεολόγος, Теологос) е гръцки духовник, митрополит на Вселенската патриаршия.

## Биография
Роден е като Йоанис Апостолидис (Ιωάννης Αποστολίδης) на 27 март 1967 година във Волос, Гърция. В 1988 година завършва Богословския факултет на Атинския университет. Прави следдипломна квалификация по история на църквата в Солунския университет. В 1992 година е ръкоположен за дякон, а в 1994 година - за презвитер. Служи в Димитриадската митрополия, след което се прехвърля в Атинската архиепископия. През 1999 г. е назначен секретар, а през 2000 г. за главен секретар на Светия синод. На 12 октомври 2001 година е избран, а на 14 октомври 2001 г. е ръкоположен за титулярен салонски епископ, викарен епископ на Атинската архиепископия.
На 16 май 2003 година е избран за митрополит на Сяр и Нигрита и на 21 юни е интронизиран на престола в Сяр.